# Charles Hoadley
Charles Archibald Brookes Hoadley, né le 1er mars 1887 à Burwood (en) et mort le 27 février 1947 à Footscray, est un géologue australien.

## Biographie
Diplômé de l'université de Melbourne en 1911 avec un diplôme en génie minier, il a été membre de l'expédition antarctique australasienne dirigée par Sir Douglas Mawson de 1911 à 1914. Hoadley a notamment fait partie d'une équipe de huit hommes, le « groupe de la base ouest », qui ont exploré une partie de la Terre de la Reine-Mary. Le cap Hoadley a été nommé d'après lui après sa découverte par l'équipe. 
De 1914 à 1916, il a enseigné le génie minier à Ballarat, avant de devenir le directeur de l'école technique de Footscray, un poste qu'il a occupé jusqu'à sa mort en 1947. Il a reçu la Médaille polaire en 1915, l'Ordre du Loup d'argent en 1931 et a été fait commandeur de l'Ordre de l'Empire britannique en 1936. 